# Liste der Baudenkmale in Zarnewanz
In der Liste der Baudenkmale in Zarnewanz sind alle Baudenkmale der Gemeinde Zarnewanz (Landkreis Rostock) und ihrer Ortsteile aufgelistet (Stand 10. Februar 2021).

## Stormstorf
| ID  | Lage           | Bezeichnung                      | Beschreibung                                               | Bild |
| --- | -------------- | -------------------------------- | ---------------------------------------------------------- | ---- |
| 696 | Nr. 12 (Karte) | Gutsanlage mit Gutshaus und Park | Sanierter, 2-gesch. Klinkerbau von 1871 mit Sockelgeschoss |      |
| 697 |                | Transformatorenhaus              |                                                            |      |

## Zarnewanz
| ID  | Lage                       | Bezeichnung      | Beschreibung | Bild |
| --- | -------------------------- | ---------------- | ------------ | ---- |
| 776 | Gnewitzer Straße 2 (Karte) | Wohnhaus         |              |      |
| 777 | Gnewitzer Straße (Karte)   | Aussegnungshalle |              |      |

## Quelle
Denkmalliste des Landkreises Rostock A ‐ Z (Stand: 10. Februar 2021; PDF, 497 KB). 
- Karte mit allen Koordinaten:
- OSM |
- WikiMap